# Apatetor blandus
Apatetor blandus là một loài tò vò trong họ Ichneumonidae.